# Baskisk pelota vid panamerikanska spelen 1995
Baskisk pelota vid panamerikanska spelen 1995 spelades i Mar del Plata, Argentina.

## Medaljsummering

### Damernas grenar
| Gren                       | Guld      | Silver | Brons     |
| Damsingel i frontenis      | Mexiko    | Kuba   | Argentina |
| Damsingel i goma trinquete | Argentina | Mexiko | Uruguay   |

### Herrarnas grenar
| Gren                        | Guld      | Silver    | Brons |
| Herrsingel i frontenis      | Mexiko    | Argentina | Kuba  |
| Herrsingel i goma trinquete | Argentina | Uruguay   | Chile |

### Öppna grenar
| Gren                    | Guld      | Silver    | Brons     |
| Goma frontón            | Argentina | Mexiko    | Kuba      |
| Singel i mano frontón   | Mexiko    | Venezuela | Kuba      |
| Dubbel i mano frontón   | Mexiko    | Venezuela | Kuba      |
| Pala corta frontón      | Kuba      | Mexiko    | Argentina |
| Cuero frontón           | Argentina | Kuba      | Mexiko    |
| Singel i mano trinquete | Mexiko    | Kuba      | Venezuela |
| Dubbel i mano trinquete | Mexiko    | Venezuela | Kuba      |
| Cuero trinquete         | Uruguay   | Argentina | Mexiko    |